# Николо-Неверьево
Нико́ло-Неве́рьево — деревня в Кимрском районе Тверской области России.
Входит в состав Печетовского сельского поселения.

## География и транспорт
Деревня Николо-Неверьево по автодорогам расположена в 36 км к северо-западу от города Кимры, в 44 км от железнодорожной станции Савёлово, и в 174 км от МКАД.
Деревня находится на реке Большая Пудица и окружена массивом мелколиственных и хвойных лесов. Почва в деревне в большинстве своем относится к супесям, во многих местах присутствуют значительные залежи торфа. К северо-востоку от деревни находится Битюковское болото.
Ближайшие населенные пункты — деревни Ручьи, Биколово и Творогово.

## История
Деревня Николо-Неверьево впервые появляется на карте Тверского наместничества 1792 г. как деревня Новоникольское.
В 1931 г. деревня Николо-Неверьево вошла в состав Кимрского района, входящего в состав Московской области.
В 1935 г. деревня вошла в состав новообразованной Калининской области.
С начала 90-х гг. деревня была в составе Паскинского сельского округа (ликвидирован в 2006 г.).
В 2006 г. деревня Николо-Неверьево вошла в состав новообразованного Печетовского сельского поселения.

## Население
| 1859 | 1887 | 2002 | 2010 |
| ---- | ---- | ---- | ---- |
| 346  | ↗467 | ↘14  | ↘7   |

## Экономика
- КФХ «Ельников» (с/х с развитием животноводства и растениеводства).

## Достопримечательности
- Церковь Николая Чудотворца, 1800—1811 гг. постройки;[5].
- река Большая Пудица и близлежащие леса пользуются большой популярностью у рыболовов и охотников.

## Учреждения
На момент 2018 г. жители деревни ездят в среднюю общеобразовательную школу деревни Неклюдово, а также в город Кимры. За медицинскими услугами — в Печетовский ФАП, а также в город Кимры.
Ближайший банкомат и отделение Сбербанка находятся в городе Кимры.